# Copa Challenge de Voleibol Masculino de 2023–24
A Copa Challenge de Voleibol Masculino de 2023–24 foi a 17.ª edição desta competição anual organizada pela Confederação Europeia de Voleibol (CEV), sendo a terceira maior competição de clubes de voleibol masculino da Europa. O torneio teve início no dia 24 de outubro de 2023 e estendeu-se até 27 de fevereiro de 2024. Ao total, 44 equipes participaram desta edição.
A equipe polonesa Projekt Warszawa venceu a equipe italiana do Mint Vero Volley Monza por 3 sets a 1 e se consagrou campeão da Copa Challenge pela primeira vez em sua história. O central ucraniano Yurii Semeniuk foi eleito o melhor jogador das finais.

## Formato de disputa
O torneio foi divido nas fases: trigésima-segundas de final, décima-sextas de final, oitavas de final, quartas de final, semifinais e finais.
Em todas as fases da competição, o sistema foi eliminatório, com jogos de ida e volta. Para uma vitória de 3–0 ou 3–1, a equipe vencedora recebeu 3 pontos, para uma vitória de 3–2, 2 pontos para a equipe vencedora e 1 ponto para a perdedora. Se após as duas partidas ambas as equipes marcassem o mesmo número de pontos, foi realizado o golden set, disputado em 15 pontos com diferença de no mínimo 2 pontos entre as equipes.

## Equipes participantes
O sorteio dos confrontos foi realizado no dia 19 de julho de 2023 na cidade de Luxemburgo. A divisão das vagas na competição foi feita com base no ranking da CEV.
| Ranking | País          | Número de vagas | Equipes                                                               |
| ------- | ------------- | --------------- | --------------------------------------------------------------------- |
| 1       | Turquia       | 1               | Galatasaray HDI Istanbul                                              |
| 2       | França        | 2               | Saint-Nazaire Volley-Ball Atlantique                                  |
| 4       | Chéquia       | 1               | Aero Odolena Voda                                                     |
| 5       | Itália        | 1               | Mint Vero Volley Monza                                                |
| 6       | Roménia       | 2               | CSA Steaua București, Dinamo București                                |
| 7       | Suíça         | 2               | Volley Näfels                                                         |
| 8       | Áustria       | 2               | VCA Amstetten NÖ, UVC McDonald's Ried                                 |
| 10      | Países Baixos | 2               | Orion Doetinchem, VC Limax                                            |
| 11      | Portugal      | 2               | AJ Fonte do Bastardo, Sporting CP                                     |
| 12      | Alemanha      | 2               | Helios Grizzlys Giesen                                                |
| 14      | Espanha       | 2               | Pamesa Teruel Voleibol, Melilla Sport Capital                         |
| 15      | Bulgária      | 2               | Levski Sófia, Deya Volley                                             |
| 16      | Grécia        | 2               | Panathinaikos Athens, AOP Kifisiás                                    |
| 18      | Sérvia        | 1               | Ribnica Kraljevo, OK Spartak Subotica                                 |
| 19      | Polónia       | 1               | Projekt Warszawa                                                      |
| 20      | Croácia       | 1               | OK Mladost Kaštela                                                    |
| 21      | Hungria       | 1               | Pénzügyőr SE Budapest, MÁV Előre SC                                   |
| 22      | Eslovênia     | 1               | Calcit Kamnik, Merkur Maribor, HišaNaKolesih Triglav, Panvita Pomgrad |
| 23      | Finlândia     | 1               | Akaa-Volley                                                           |
| 26      | Eslováquia    | 1               | TJ Spartak Myjava, VK Spartak Komárno                                 |
| 27      | Israel        | 1               | Maccabi Tel Aviv, Hapoel Yoav Kfar Saba, Hapoel Mate-Asher Akko       |
| 30      | Chipre        | 1               | Omonia Nicosia                                                        |
| 31      | Albânia       | 1               | SK Tirana                                                             |
| 35      | Noruega       | 1               | Viking TIF Bergen, Førde VBK                                          |
| 37      | Luxemburgo    | 1               | VC Stroossen, VC Lorentzweiler                                        |
| 41      | Azerbaijão    | 1               | Khari Bulbul Shusha VC                                                |
| 42      | Ilhas Feroé   | 1               | Mjølnir VC                                                            |

1. ↑  Qualificado após vencer a Copa BVA.[6]

## Fase qualificatória

### Trigésima-segundas de final
| Equipe 1               | Total         | Equipe 2              | 1.º jogo | 2.º jogo |
| ---------------------- | ------------- | --------------------- | -------- | -------- |
| Panvita Pomgrad        | 3–3 (15–5 gs) | Omonia Nicosia        | 3–2      | 2–3      |
| MÁV Előre SC           | 6–0           | VCA Amstetten NÖ      | 3–0      | 3–0      |
| Merkur Maribor         | 0–6           | Akaa-Volley           | 1–3      | 1–3      |
| Bye                    | –             | Melilla Sport Capital | 0–0      | 0–0      |
| Maccabi Tel Aviv       | W.O           | SK Tirana             | 0–0      | 0–3      |
| VC Lorentzweiler       | 0–6           | CSA Steaua București  | 1–3      | 0–3      |
| Viking TIF Bergen      | 0–6           | Calcit Kamnik         | 0–3      | 0–3      |
| HišaNaKolesih Triglav  | 0–6           | Deya Volley           | 1–3      | 1–3      |
| Hapoel Mate-Asher Akko | –             | Bye                   | 0–0      | 0–0      |
| Mjølnir VC             | 0–6           | VC Limax              | 1–3      | 0–3      |
| Khari Bulbul Shusha VC | 6–0           | TJ Spartak Myjava     | 3–0      | 3–1      |
| Bye                    | –             | Sporting CP           | 0–0      | 0–0      |
| OK Spartak Subotica    | 6–0           | Førde VBK             | 3–0      | 3–0      |
| VK Spartak Komárno     | 4–2           | VC Stroossen          | 2–3      | 3–1      |
| Hapoel Yoav Kfar Saba  | W.O           | Pénzügyőr SE Budapest | 0–3      | 0–3      |
| AOP Kifisiás           | –             | Bye                   | 0–0      | 0–0      |

## Fase principal

### Décima-sextas de final
| Equipe 1               | Total          | Equipe 2                             | 1.º jogo | 2.º jogo |
| ---------------------- | -------------- | ------------------------------------ | -------- | -------- |
| Panvita Pomgrad        | 3–3 (10–15 gs) | Pamesa Teruel Voleibol               | 3–1      | 0–3      |
| MÁV Előre SC           | 5–1            | Volley Näfels                        | 3–2      | 3–1      |
| Akaa-Volley            | 5–1            | Ribnica Kraljevo                     | 3–2      | 3–1      |
| Melilla Sport Capital  | 1–5            | Aero Odolena Voda                    | 0–3      | 2–3      |
| VK Tirana              | 0–6            | Helios Grizzlys Giesen               | 1–3      | 0–3      |
| CSA Steaua București   | 5–1            | UVC McDonald's Ried                  | 3–1      | 3–2      |
| Calcit Kamnik          | 0–6            | Projekt Warszawa                     | 0–3      | 0–3      |
| Deya Volley            | 0–6            | Saint-Nazaire Volley-Ball Atlantique | 1–3      | 0–3      |
| Hapoel Mate-Asher Akko | 0–6            | Levski Sófia                         | 0–3      | 0–3      |
| VC Limax               | 2–4            | Dinamo București                     | 0–3      | 3–2      |
| Khari Bulbul Shusha VC | 0–6            | Panathinaikos Athens                 | 0–3      | 1–3      |
| Sporting CP            | 1–5            | Mint Vero Volley Monza               | 2–3      | 0–3      |
| OK Spartak Subotica    | 0–6            | AJ Fonte do Bastardo                 | 0–3      | 1–3      |
| VK Spartak Komárno     | 6–0            | Orion Doetinchem                     | 3–1      | 3–0      |
| Pénzügyőr SE Budapest  | 4–2            | OK Mladost Kaštela                   | 3–0      | 2–3      |
| AOP Kifisiás           | 0–6            | Galatasaray HDI Istanbul             | 0–3      | 0–3      |

### Oitavas de final
| Equipe 1               | Total | Equipe 2                             | 1.º jogo | 2.º jogo |
| ---------------------- | ----- | ------------------------------------ | -------- | -------- |
| Pamesa Teruel Voleibol | 6–0   | MÁV Előre SC                         | 3–0      | 3–0      |
| Akaa-Volley            | 6–0   | Aero Odolena Voda                    | 3–1      | 3–1      |
| Helios Grizzlys Giesen | 2–4   | CSA Steaua București                 | 3–2      | 1–3      |
| Projekt Warszawa       | 6–0   | Saint-Nazaire Volley-Ball Atlantique | 3–0      | 3–1      |
| Levski Sófia           | 4–2   | CSA Steaua București                 | 3–0      | 2–3      |
| Panathinaikos Athens   | 1–5   | Mint Vero Volley Monza               | 2–3      | 0–3      |
| AJ Fonte do Bastardo   | 5–1   | VK Spartak Komárno                   | 3–2      | 3–1      |
| Pénzügyőr SE Budapest  | 0–6   | Galatasaray HDI Istanbul             | 1–3      | 0–3      |

### Quartas de final
| Equipe 1               | Total | Equipe 2                 | 1.º jogo | 2.º jogo |
| ---------------------- | ----- | ------------------------ | -------- | -------- |
| Pamesa Teruel Voleibol | 0–6   | Akaa-Volley              | 0–3      | 1–3      |
| CSA Steaua București   | 0–6   | Projekt Warszawa         | 0–3      | 0–3      |
| Levski Sófia           | 0–6   | Mint Vero Volley Monza   | 0–3      | 0–3      |
| AJ Fonte do Bastardo   | 0–6   | Galatasaray HDI Istanbul | 0–3      | 1–3      |

### Semifinais
| Equipe 1               | Total | Equipe 2                 | 1.º jogo | 2.º jogo |
| ---------------------- | ----- | ------------------------ | -------- | -------- |
| Akaa-Volley            | 0–6   | Projekt Warszawa         | 0–3      | 1–3      |
| Mint Vero Volley Monza | 5–1   | Galatasaray HDI Istanbul | 3–0      | 3–2      |

### Finais
| Equipe 1         | Total | Equipe 2               | 1.º jogo | 2.º jogo |
| ---------------- | ----- | ---------------------- | -------- | -------- |
| Projekt Warszawa | 6–0   | Mint Vero Volley Monza | 3–1      | 3–1      |

- As partidas seguem o horário local.

#### Jogo de ida
| Data   | Hora  |                  | Placar |                        | Set 1 | Set 2 | Set 3 | Set 4 | Set 5 | Total | Relatório |
| ------ | ----- | ---------------- | ------ | ---------------------- | ----- | ----- | ----- | ----- | ----- | ----- | --------- |
| 21 fev | 17:30 | Projekt Warszawa | 3–1    | Mint Vero Volley Monza | 25–18 | 21–25 | 25–18 | 25–19 |       | 96–80 | Relatório |

#### Jogo de volta
| Data   | Hora  |                        | Placar |                  | Set 1 | Set 2 | Set 3 | Set 4 | Set 5 | Total | Relatório |
| ------ | ----- | ---------------------- | ------ | ---------------- | ----- | ----- | ----- | ----- | ----- | ----- | --------- |
| 27 fev | 20:00 | Mint Vero Volley Monza | 1–3    | Projekt Warszawa | 25–27 | 16–25 | 25–17 | 22–25 |       | 88–94 | Relatório |

## Classificação final
| Posição        | Equipe                   |
| -------------- | ------------------------ |
| Campeão        | Projekt Warszawa         |
| Vice-campeão   | Mint Vero Volley Monza   |
| Semifinalistas | Akaa-Volley              |
| Semifinalistas | Galatasaray HDI Istanbul |

| Copa Challenge de 2023–24             |
| Polónia                               |
| ------------------------------------- |
| Campeão Projekt Warszawa (1.º título) |

| Elenco |
| --- |
| Jakub Kowalczyk, Srećko Lisinac, Maciej Stępień, Jan Firlej, Kévin Tillie, Andrzej Wrona, Bartłomiej Bołądź, Yurii Semeniuk, Piotr Nowakowski, Artur Szalpuk, Igor Grobelny, Jędrzej Gruszczyński, Damian Wojtaszek, Taylor Averill, Linus Weber, Karol Borkowski |
| Técnico |
| Piotr Graban |